# Обстоятельства, смягчающие уголовное наказание
Смягчающие обстоятельства в уголовном праве — юридические факты и состояния, которые позволяют назначить виновному менее строгое наказание ввиду того, что они положительно характеризуют его личность, либо уменьшают степень общественной опасности деяния.
Смягчающие обстоятельства могут быть специфичными для конкретного деяния (привилегирующие признаки состава преступления) или закрепляться в общей части уголовного законодательства и применяться ко всем преступлениям.
Назначение наказания с учётом смягчающих обстоятельств позволяет его индивидуализировать и тем самым является одной из гарантий назначения справедливого наказания.

## Смягчающие обстоятельства в уголовном праве стран мира
Не во всех странах мира в уголовном законодательстве в явном виде присутствует перечень смягчающих обстоятельств. Так, в законодательстве Аргентины, Бельгии, Болгарии, Венгрии, Германии, Грузии, Индии, Канады, Кении, КНР, Македонии, Нигерии, Нидерландов, Польши, Республики Корея, США, Туниса, Франции и Японии лишь в общем виде называются обстоятельства, которые должны учитываться судом при назначении наказания (возраст, мотивы и цели, последующее поведение виновного и т. д.), в результате чего судья может на основании внутреннего убеждения решить, какие обстоятельства дела считать смягчающими наказание.
В тех странах, где перечень смягчающих обстоятельств закреплён в законодательстве (страны СНГ, Австрия, Албания, Алжир, Андорра, Боливия, Бразилия, Венесуэла, Вьетнам, Гватемала, Гондурас, Греция, Ирак, Исландия, Испания, Италия, Колумбия, Куба, Лаос, Латвия, Литва, Монголия, Норвегия, Панама, Португалия, Румыния, Сальвадор, Сомали, Уругвай, Филиппины, Финляндия, Чехия, Швеция, Швейцария, Эквадор, Эстония), также сохраняется возможность учёта любых обстоятельств в качестве смягчающих, так как соответствующие перечни являются открытыми.

### Виды смягчающих обстоятельств
Перечни смягчающих обстоятельств в различных странах мира могут весьма сильно расходиться, однако можно выделить несколько общих групп таких обстоятельств: относящиеся к личности преступника, к мотивам преступления, обстановке совершения преступления, к самому преступному деянию и к поведению лица после совершения преступления.
К личности виновного относятся следующие обстоятельства:
- Совершение преступления в несовершеннолетнем (СНГ, Австрия, Дания, Исландия, Лаос, Монголия, Филиппины) или молодом возрасте (Австрия, Андорра, Венесуэла, Гондурас, Уругвай).
- Совершение преступления беременной женщиной (СНГ, Куба, Лаос, Латвия, Монголия, Эстония), состояние беременности, имеющееся на момент назначения наказания (Армения), совершение преступления под влиянием менопаузы или менструального периода (Куба).
- Престарелый возраст виновного лица (Беларусь, Филиппины, Эстония).
- Совершение преступления ограниченно вменяемым лицом (Армения, Латвия, Литва, Туркменистан, Швеция, Япония).
- Наличие у виновного на иждивении нетрудоспособных детей (страны СНГ, Монголия).
- Положительное поведение виновного до совершения преступления (Австрия, Боливия, Колумбия, Румыния, Уругвай).

К субъективной стороне и мотивам совершения преступления относятся:
- Совершение преступления по мотивам, оцениваемым в обществе положительно (Австрия, Албания, Андорра, Боливия, Бразилия, Гондурас, Италия, Колумбия, Панама, Португалия, Уругвай) или по мотиву сострадания (СНГ, Литва, Швеция).
- Совершение преступления под воздействием со стороны третьего лица (Австрия, Боливия, Португалия), в результате физического или психического принуждения либо в силу материальной, служебной или иной зависимости (СНГ и Прибалтика, Вануату, Исландия, Куба, Лаос, Монголия, Чехия, Швейцария).
- Совершение преступления по неосмотрительности (Австрия), либо в условиях, когда предвидеть общественно опасные последствия при неосторожном поведении было затруднительно (Гватемала).
- Совершение преступления по внезапно возникшему мотиву ввиду предоставившейся заманчивой возможности (Австрия).
- Совершение преступления, поводом которого стало противоправное или аморальное поведение потерпевшего, в том числе в состоянии сильного душевного волнения (СНГ и Прибалтика, Албания, Венесуэла, Гватемала, Гондурас, Дания, Исландия, Италия, Куба, Лаос, Монголия, Португалия, Румыния, Уругвай, Швеция, Швейцария), а также в иных случаях сильного душевного волнения (Австрия, Испания, Колумбия, Швеция).
- Необразованность лица, следствием которой явилось незнание закона (Боливия), ошибка в законе или его незнание (Дания, Норвегия).

К обстановке совершения преступления относятся:
- Совершение преступления при нарушении условий правомерности необходимой обороны (СНГ и Прибалтика, Дания, Исландия, Лаос, Румыния, Уругвай), условий задержания лица, совершившего преступление, крайней необходимости (СНГ, Латвия, Литва).
- Совершение преступления при нарушении условий правомерности обоснованного риска (СНГ, Латвия, Литва).
- Совершение преступления при нарушении условий правомерности исполнения приказа или распоряжения (страны СНГ, Албания, Латвия, Уругвай).
- Совершение впервые, вследствие случайного стечения обстоятельств преступления небольшой тяжести (Казахстан, Россия), преступления средней тяжести (Азербайджан, Армения, Монголия); совершение впервые преступления небольшой (Туркменистан) или средней тяжести (Молдова).
- Совершение деяния в силу стечения тяжелых жизненных обстоятельств (страны СНГ и Балтии, Австрия, Боливия, Колумбия, Лаос, Монголия, Швейцария).

Объективные обстоятельства преступного деяния:
- Отсутствие значительного вреда от преступления (Австрия, Италия) небольшая общественная опасность (Лаос).
- Недоведение преступления до конца (Австрия).
- Преступление причинило тяжкий вред самому виновному или его близким родственникам.

Постпреступное поведения:
- Явка с повинной (СНГ, Австрия, Албания, Гватемала, Гондурас, Дания, Колумбия, Лаос, Латвия, Монголия, Румыния, Эстония).
- Чистосердечное раскаяние (Беларусь, Казахстан, Киргизия, Латвия, Литва, Литва, Монголия, Эстония), чистосердечное признание вины (Австрия, Гватемала, Испания, Куба, Латвия, Литва, Норвегия), глубокое раскаяние (Албания).
- Активное способствование раскрытию преступления, изобличению других соучастников (СНГ, Австрия, Андорра, Куба, Лаос, Латвия, Литва, Монголия, Румыния, Уругвай, Эстония).
- Оказание медицинской и иной помощи потерпевшему после совершения преступления (СНГ, Литва, Монголия), устранение или уменьшение вредных последствий деяния (Бразилия, Гватемала, Гондурас, Дания, Колумбия, Куба, Литва).
- Добровольное возмещение причиненного вреда (СНГ, Австрия, Албания, Боливия, Бразилия, Гватемала, Гондурас, Дания, Исландия, Испания, Италия, Колумбия, Латвия, Литва, Монголия, Португалия, Уругвай, Швейцария, Эстония).
- Попытка примириться с потерпевшим и загладить причинённый ему вред (Азербайджан), примирение с потерпевшим (Албания).
- Длительное законопослушное поведение после совершения преступления (Австрия, Португалия, Швейцария).

В некоторых странах (Великобритания и иные страны англо-американской правовой системы, Австрия, Албания, Венесуэла, Гондурас, Ливан, Никарагуа, Норвегия, Сан-Марино) смягчающим может признаваться состояние добровольного опьянения. Кроме того, в уголовном законодательстве Российской империи совершение преступления в состоянии алкогольного опьянения также являлось смягчающим обстоятельством. Так, Пётр Карпович, убивший министра просвещения Боголепова, получил сравнительно небольшой срок тюремного заключения, поскольку смог доказать на суде, что на момент совершения преступления был пьяным.

### Влияние смягчающих обстоятельств на наказание
В то время как УК отдельных стран (Алжир, Бельгия, Боливия, Германия, Греция, Испания, Италия, Республика Корея, Румыния, Швейцария, Эстония, Япония) устанавливают чёткие правила назначения наказания при наличии смягчающих обстоятельств, в других странах смягчение наказания оставляется на усмотрение суда.

### Исключительное смягчение наказания
Законодательством стран СНГ, Прибалтики, бывшей Югославии, Австрии, Албании, Болгарии, Вьетнама, КНР, Кубы, Польши допускается при наличии определённых исключительных смягчающих обстоятельств назначение наказания с выходом за нижний предел санкции статьи Особенной части уголовного закона. В странах СНГ и Латвии также предусматривается возможность применения в таких случаях более мягкого вида наказания или отказа суда от назначения обязательного дополнительного наказания.
Основанием для такого смягчения являются исключительные или многочисленные смягчающие обстоятельства. Как правило, данные обстоятельства связаны с поведением виновного после совершения преступления. В любом случае, чтобы быть признанным исключительным, смягчающее обстоятельство должно существенно уменьшать общественную опасность личности виновного.
Пределы смягчения также могут быть различными: это может быть нижняя граница, предусмотренная законом для данного вида наказания, либо определённый в законе срок или размер.
В некоторых странах (Англия, Андорра, Дания, Индия, Ирак, Нидерланды, Норвегия, Республика Корея, Франция) вместо введения возможности выходить за нижний предел санкции используется другой подход: в законе закрепляется лишь максимальная санкция за конкретное преступление.

## Смягчающие обстоятельства в уголовном праве России
Согласно Уголовному кодексу РФ 1996 года, смягчающими обстоятельствами признаются:
- Совершение впервые преступления небольшой или средней тяжести вследствие случайного стечения обстоятельств.
- Несовершеннолетие виновного.
- Беременность.
- Наличие малолетних (до 14 лет) детей у виновного.
- Совершение преступления в силу стечения тяжелых жизненных обстоятельств либо по мотиву сострадания.
- Совершение преступления в результате физического или психического принуждения либо в силу материальной, служебной или иной зависимости.
- Совершение преступления при нарушении условий правомерности необходимой обороны, задержания лица, совершившего преступление, крайней необходимости, обоснованного риска, исполнения приказа или распоряжения.
- Противоправность или аморальность поведения потерпевшего, явившегося поводом для преступления.
- Явка с повинной, активное способствование раскрытию и расследованию преступления, изобличению и уголовному преследованию других соучастников преступления, розыску имущества, добытого в результате преступления.
- Оказание медицинской и иной помощи потерпевшему непосредственно после совершения преступления, добровольное возмещение имущественного ущерба и морального вреда, причиненных в результате преступления, иные действия, направленные на заглаживание вреда, причиненного потерпевшему.

При назначении наказания могут учитываться в качестве смягчающих и иные обстоятельства. Если смягчающее обстоятельство предусмотрено статьей Особенной части УК в качестве признака преступления, оно само по себе не может повторно учитываться при назначении наказания. 
Для отдельных смягчающих обстоятельств устанавливаются особые правила назначения наказания.